# Кратохвил, Хайнц
Хайнц Кратохвил (нем. Heinz Kratochwil; 23 февраля 1933, Вена — 2 апреля 1995, там же) — австрийский композитор и музыкальный педагог.
Окончил факультет германистики Венского университета (1955), затем Венскую академию музыки (1961) по классу композиции Альфреда Уля. С 1962 года преподавал там же гармонию, затем с 1969 г. композицию, с 1980 г. профессор.
Наибольшим признанием пользовался как автор духовной музыки, в том числе «церковной оперы» «Франциск» (нем. Franziskus; 1987), многочисленных хоровых сочинений. Кратохвилу принадлежат также камерные произведения, песни на стихи Генриха Гейне, Кристиана Моргенштерна и др.
Лауреат ряда премий, в том числе Музыкальной премии Вены (1987).